# Русово
Русово (на гръцки: Μαυρολίθι, Мавролити, катаревуса Μαυρολίθιον, Мавролитион, до 1927 година Ρούσοβο, Русово или Ρούσοβον, Русовон) е бивше село в Република Гърция, разположено на територията на дем Драма в област Източна Македония и Тракия.

## География
Селото е било разположено на 470 m надморска височина в планината Коджадаг, южно от Мокрош (Ливадеро) и северно от Махаледжик (Тимотеос).

## История

### В Османската империя
В началото на XX век Русово е турско село в Драмска кааза на Османската империя.

### В Гърция
След Междусъюзническата война от 1913 година селото остава в пределите на Гърция.
В 1923 година мюсюлманското му население по силата на Лозанския договор е изселено в Турция и на негово място са настанени 16 семейства със 71 души гърци бежанци от Турция. В 1928 година Русово е представено като изцяло бежанско село с 16 бежански семейства и 53 жители общо. В 1927 година името на селото е променено на Мавролити (Черен камък). Селото се разпада по време на Гражданската война (1946 – 1949) и след края ѝ не е обновено.
| Година    | 1913 | 1920 | 1928 | 1940 | 1951 | 1961 | 1971 | 1981 | 1991 | 2001 | 2011 | 2021 |
| --------- | ---- | ---- | ---- | ---- | ---- | ---- | ---- | ---- | ---- | ---- | ---- | ---- |
| Население | 253  | 223  | 71   | 76   |      |      |      |      |      |      |      |      |